# Gears of War 2
Gears of War 2 – konsolowa gra akcji z gatunku strzelanek trzecioosobowych stworzona przez Epic Games i wydana przez Microsoft Game Studios na konsolę Xbox 360. Kontynuacja gry Gears of War została oficjalnie zapowiedziana przez głównego projektanta pierwszej części, Cliffa Bleszinskiego, 20 lutego 2008 roku podczas targów E3 2008. Gra korzysta z silnika Unreal Engine 3, który został bardzo poprawiony w stosunku do poprzedniej części. Premiera gry na całym świecie odbyła się 7 listopada. Gra w pierwszy weekend sprzedała się w ponad 2 milionach egzemplarzy.

## Fabuła gry
Akcja gry rozgrywa się ponownie na planecie Sera, sześć miesięcy po działaniach z części pierwszej. Duża część obcych została unicestwiona, ale wśród ludzi rozprzestrzeniła się nieznana dotąd choroba nazwana rdzawicą płuc. Pozostałości obcych, które przetrwały wybuch bomby, ukrywają się w wielkich kanałach pod ludzkimi miastami. Obcy wynaleźli nową technologię, pozwalająca na zapadanie się całych miast ludzkich. Ostatnim niezdobytym bastionem odpornym na tę nową technologię jest płaskowyż Jacinto, gdzie ukrywają się wszystkie niedobitki ludzi. Fenix oraz reszta Oddziału Delta, do której dołącza nowa osoba — Tai Kaliso, zostaje wysłana w głąb terenów wroga, by tam zmierzyć się z przeciwnikiem i położyć kres wojnie.
W stosunku do poprzedniej części dodano kilka nowych broni, w tym pistolet Gorgon, przenośny ciężki karabin maszynowy, miotacz ognia, moździerz oraz granaty z trującymi ładunkami. Granaty można używać jako miny, montując je na ścianach lub podłodze, które wybuchają po zejściu się z wrogiem. Usprawniono działanie bagnetu łańcuchowego, który można wykorzystać do pojedynków. Jednym z nowych wrogów jest Kantus, który potrafi ożywiać swoich żołnierzy powalonych (wciąż żywych, lecz niezdolnych do walki) w walce.

## Soundtrack
Ścieżka dźwiękowa do gry została wydana 25 listopada 2008 przez wytwórnię Sumthing Else Music Works. Muzykę skomponował Steve Jablonsky.

### Lista utworów
| 1.  | "Return of the Omen"   | 1:57    |
|     |                        |         |
| 2.  | "Hope Runs Deep"       | 5:30    |
|     |                        |         |
| 3.  | "Green as Grass        | 2:36    |
|     |                        |         |
| 4.  | "Expectations"         | 2:36    |
|     |                        |         |
| 5.  | "Finally, a Lead"      | 3:14    |
|     |                        |         |
| 6.  | "Armored Prayer"       | 3:56    |
|     |                        |         |
| 7.  | "Hold Them Off"        | 1:44    |
|     |                        |         |
| 8.  | "Derrick Chase"        | 1:15    |
|     |                        |         |
| 9.  | "Building Thunder"     | 2:06    |
|     |                        |         |
| 10. | "Hell Breaks Loose"    | 1:38    |
|     |                        |         |
| 11. | "Bedlam"               | 2:15    |
|     |                        |         |
| 12. | "Breakneck"            | 1:38    |
|     |                        |         |
| 13. | "Landown"              | 3:24    |
|     |                        |         |
| 14. | "Racing to Extinction" | 1:34    |
|     |                        |         |
| 15. | "If They Can Ride Em"  | 1:44    |
|     |                        |         |
| 16. | "Hollow"               | 1:49    |
|     |                        |         |
| 17. | "Unexpected Changes"   | 1:56    |
|     |                        |         |
| 18. | "March of the Horde"   | 2:05    |
|     |                        |         |
| 19. | "Highway"              | 1:12    |
|     |                        |         |
| 20. | "Denizens"             | 2:30    |
|     |                        |         |
| 21. | "With Sympathy"        | 2:53    |
|     |                        |         |
| 22. | "Insurmountable Odds"  | 3:16    |
|     |                        |         |
| 23. | "Bump in the Night"    | 2:06    |
|     |                        |         |
| 24. | "Frenzy"               | 1:50    |
|     |                        |         |
| 25. | "Outpost"              | 2:16    |
|     |                        |         |
| 26. | "Finale"               | 3:32    |
|     |                        |         |
| 27. | "Autumn of Mankind"    | 0:33    |
|     |                        |         |
|     |                        | 1:03:05 |
|     |                        |         |